# Зильк, Пит
Пит Зильк (нем. Piet Sielck; 14 ноября 1964, Гамбург, ФРГ) — немецкий пауэр-метал-гитарист и вокалист. Основатель и лидер группы Iron Savior. Также имеет собственную звукозаписывающую студию Powerhouse, расположенную в Гамбурге.

## Биография
Родился в Гамбурге 14 ноября 1964 года. Пит начал играть на фортепиано в возрасте восьми лет, и на бас-гитаре в возрасте десяти лет. Но через полгода понял, что бас не его инструмент и взял в руки обычную электрогитару.
Познакомился с Каем Хансеном в 1975 году. В том же году они основали рок-группу Gentry, которая уже через 9 месяцев выиграла конкурс среди студенческих групп. В 1982 году Пит её покинул.
С 1984 года работал звукоинженером в различных студиях Гамбурга. В 1988 году уехал в Лос-Анджелес на учёбу. Однако уже через год приехал обратно.
Вернувшись, Пит начал карьеру продюсера. Первой его продюсерской работой был дебютный альбом Gamma Ray Heading for Tomorrow. Он также сотрудничал с Uriah Heep, Saxon и Blind Guardian. У Пита хорошие отношения со многими группами, благодаря чему он часто участвует в записи альбомов в качестве приглашённого музыканта.
В 1996 году Пит создал собственную группу Iron Savior, куда пригласил Кая Хансена и Томена Штауха, на тот момент являвшегося барабанщиком Blind Guardian.
В 2004 году согласился принять участие в новой группе Штауха Savage Circus. В декабре 2011 года покинул коллектив, чтобы вновь посвятить себя Iron Savior.

## Семья
- Жена — Ангела Зильк  (нем. Angela Sielck)
- Брат — Тим Зильк (нем. Tim Sielck), умер в ноябре 2005 года.

## Дискография

### Iron Savior
- Iron Savior (1997)
- Coming Home (EP, 1998)
- Unification (1999)
- Interlude (EP, 1999)
- I've Been to Hell (EP, 2000)
- Dark Assault (2001)
- Condition Red (2002)
- Battering Ram (2004)
- Megatropolis (2007)
- The Landing (2011)
- Rise of the Hero (2014)
- Megatropolis 2.0 (2015)
- Titancraft (2016)

### Savage Circus
- Dreamland Manor (2005)
- Of Doom and Death (2009)

### Gamma Ray
- Heading for Tomorrow (1990)
- Sigh No More (1991)